# Mélanie de Jesus dos Santos
Vous lisez un « bon article » labellisé en 2019.
Pour les articles homonymes, voir Jésus (homonymie) et dos Santos.
Mélanie de Jesus dos Santos (parfois abrégé Mélanie DJDS) est une gymnaste artistique française, née le 5 mars 2000 à Schœlcher (Martinique).
Femmes et hommes confondus, elle est la Française la plus titrée aux championnats d'Europe de gymnastique artistique, s'imposant au sol à Glasgow en 2018, au concours général individuel et au sol à Szczecin en 2019 et à la poutre à Bâle en 2021. Elle a remporté un total de sept médailles dans cette compétition, avec également le bronze du concours général individuel à Cluj-Napoca en 2017, l'argent par équipes en 2018 et l'argent à la poutre en 2019.
En 2023, lors des Championnats du monde à Anvers, elle et ses coéquipières remportent la médaille de bronze par équipes.
À l'échelle nationale, elle a cumulé onze titres de championne de France entre 2017 et 2024.

## Biographie

### Débuts et carrière junior
Mélanie de Jesus dos Santos naît en Martinique, à Schœlcher, d'un père portugais et d'une mère martiniquaise. Elle a deux demi-sœurs qui vivent au Portugal.

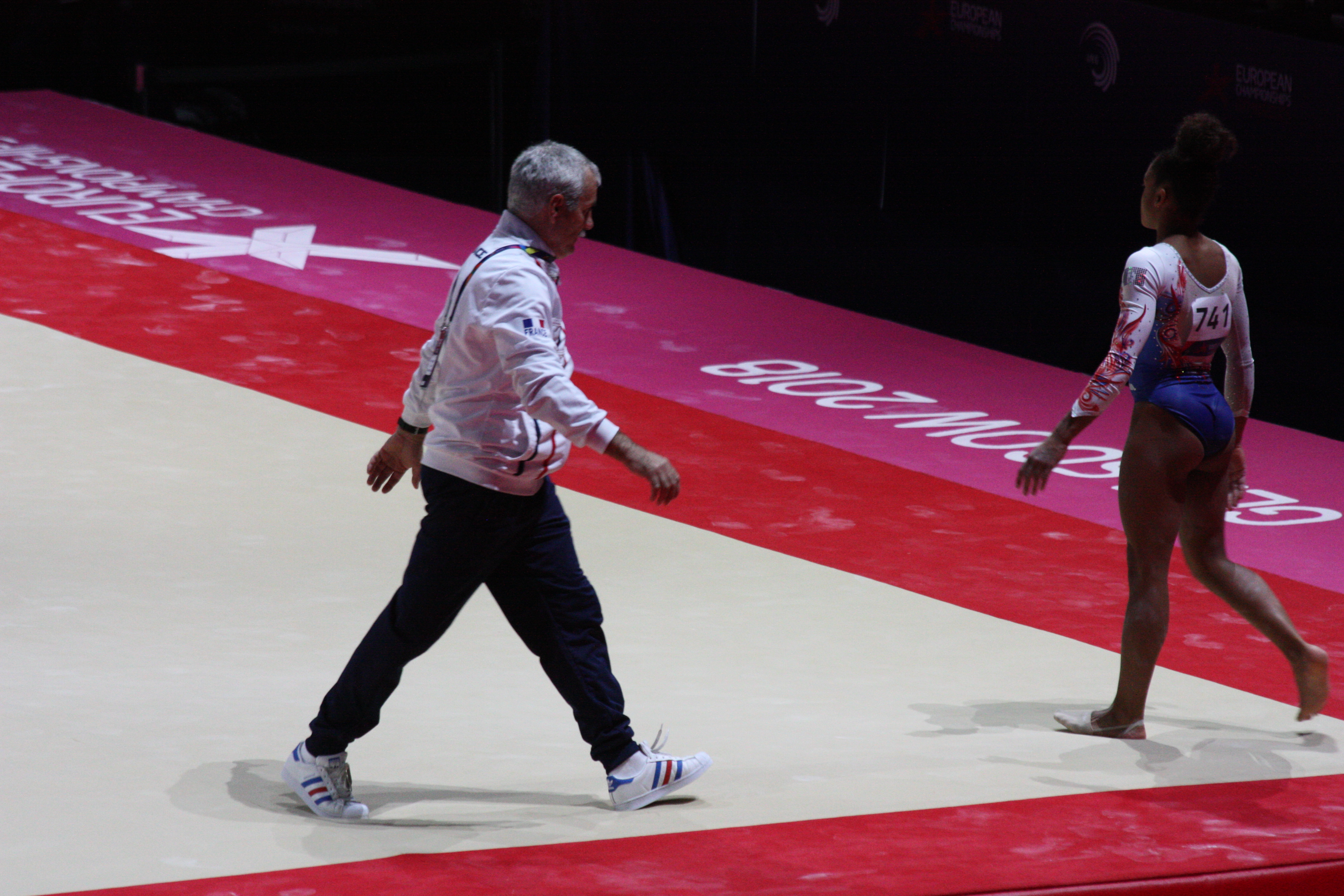
Son entraîneur Éric Hagard à ses côtés lors d'un échauffement au sol durant les championnats d'Europe de 2018.

Alors qu'aucun de ses parents n'a pratiqué la gymnastique artistique, elle s'intéresse très tôt à ce sport. Inscrite dans un premier temps en judo car les effectifs de gymnastique sont complets, elle est rapidement prévenue lorsqu'une place se libère et peut donc commencer à pratiquer la gymnastique dès l'âge de cinq ans. Elle débute ainsi au sein du club de la Gauloise de La Trinité. Youna Dufournet est son modèle principal. Son entraîneuse d'alors, Elsa Louis, décèle son potentiel et la fait participer à des stages de la fédération nationale, où elle est repérée.
En 2012, à l'âge de douze ans, elle intègre le Pôle France de Saint-Étienne. Elle confie avoir eu besoin de six mois pour gérer le mal du pays, ne retournant en Martinique qu'une fois par semestre alors que sa mère ne la rejoint en Métropole qu'une fois par an. À Saint-Étienne, elle est entraînée par Éric Hagard, qui s'occupe du sol, du saut et des barres asymétriques, et par l'épouse de celui-ci, Monique Hargard, qui prend en charge la poutre ainsi que les chorégraphies.
Mélanie de Jesus dos Santos devient membre de l'équipe de France à partir de 2013, d'abord en junior, devenant notamment vice-championne de France du concours général en 2015 derrière Lorette Charpy.
Alors qu'elle peut prétendre à une sélection pour les Jeux olympiques de 2016 à Rio,, elle est blessée gravement au genou (rupture des ligaments croisés) après une réception en saut de cheval durant l'été 2015 lors des qualifications du Festival olympique de la jeunesse européenne, ce qui l'éloigne des compétitions pendant neuf mois. Elle est opérée du genou à Lyon par Franck Chotel, un chirurgien réputé pour s'être occupé de footballeurs de l'Olympique lyonnais.

### Carrière senior

#### 2016: retour à la compétition après blessure
Mélanie de Jesus dos Santos reprend la compétition en juin 2016 lors des championnats de France à Mulhouse. Le mois suivant, elle participe à un match amical France-Roumanie, où elle prend la première place à la fois par équipes et en individuel, en devançant Larisa Iordache et Louise Vanhille. Lors d'une compétition amicale à Barcelone en novembre 2016, elle termine sur la deuxième marche du podium derrière la Belge Nina Derwael. Quelques jours plus tard, elle participe au Master Massilia, où elle obtient d'abord une médaille d'argent en concours général par équipes et une médaille de bronze en individuel, puis une médaille d'or en poutre et une 4e place aux barres.

#### 2017: médaille de bronze européenne et5eplacemondiale
En 2017, elle est sélectionnée pour participer à la prestigieuse American Cup, où elle remporte la médaille de bronze, notamment en obtenant la meilleure note en poutre,. Elle est seulement la deuxième Française à figurer au palmarès de cette compétition, après la médaille d'or d'Elvire Teza en 1997.
Lors des championnats d'Europe 2017 à Cluj-Napoca en Roumanie, elle se qualifie pour deux finales : au concours général et aux barres asymétriques. Elle remporte la médaille de bronze au concours général, dépassant la Russe Elena Eremina lors du dernier agrès grâce à une note de 14,366 au saut de cheval, en réalisant le même yurchenko double vrille sur lequel elle s'était blessée en 2015. Sur l'ensemble des finalistes, elle termine avec la meilleure note à la poutre, la 3e en saut, la 4e aux barres et la 17e au sol. Elle devient la première Française depuis Marine Debauve en 2005 à remporter une médaille européenne au concours général. Elle améliore alors son meilleur total personnel dans une compétition internationale avec 55,065 points. Lors de la finale des barres, elle termine dernière après avoir chuté durant son mouvement.
Un mois plus tard, elle devient championne de France au concours général, devançant la tenante du titre Marine Boyer d'1,4 point avec un total de 55,450 points. Elle remporte alors sa première médaille nationale en senior. Le lendemain, elle ajoute une médaille d'argent à son palmarès en finale de la poutre, derrière Marine Boyer. Également qualifiée sur deux autres agrès, elle échoue au pied du podium aux barres asymétriques et ne participe finalement pas à la finale du sol.
En juillet 2017, aux côtés de ses entraîneurs et de quatre autres gymnastes du Pôle de Saint-Étienne, elle effectue un stage de deux semaines aux États-Unis, à Los Angeles et Las Vegas.
En septembre 2017, elle participe aux Internationaux de France, où elle décroche l'une des six médailles françaises de la compétition, avec l'argent aux barres derrière la Belge Nina Derwael. Elle se qualifie aussi pour les finales de la poutre et du sol, où elle termine respectivement 4e et 7e.
Sélectionnée pour les championnats du monde de Montréal, elle y ambitionne de terminer dans les cinq premières au concours général. Lors des qualifications, elle se classe 4e, seulement devancée par la Japonaise Mai Murakami, l'Américaine Ragan Smith et la Canadienne Ellie Black. En finale, elle atteint son objectif en terminant à la 5e place, devenant la troisième Française à réaliser une telle performance mondiale au concours général après Émilie Le Pennec en 2005 et Youna Dufournet en 2009.
En octobre 2017, Mélanie de Jesus dos Santos est choisie comme tête d'affiche par les organisateurs du Master Massilia, où elle s'impose aux barres asymétriques et par équipes et remporte la médaille d'argent au concours général individuel, ratant le podium en sol à cause d'une chute. En décembre, elle remporte une nouvelle médaille d'or aux barres asymétriques lors de la compétition internationale de Toyota, au Japon, en devançant la Russe Elena Eremina, vice-championne du monde de la spécialité, et la Française Juliette Bossu, puis une médaille d'argent en poutre derrière la championne olympique néerlandaise Sanne Wevers,.

#### 2018: championne d'Europe au sol et vice-championne par équipes

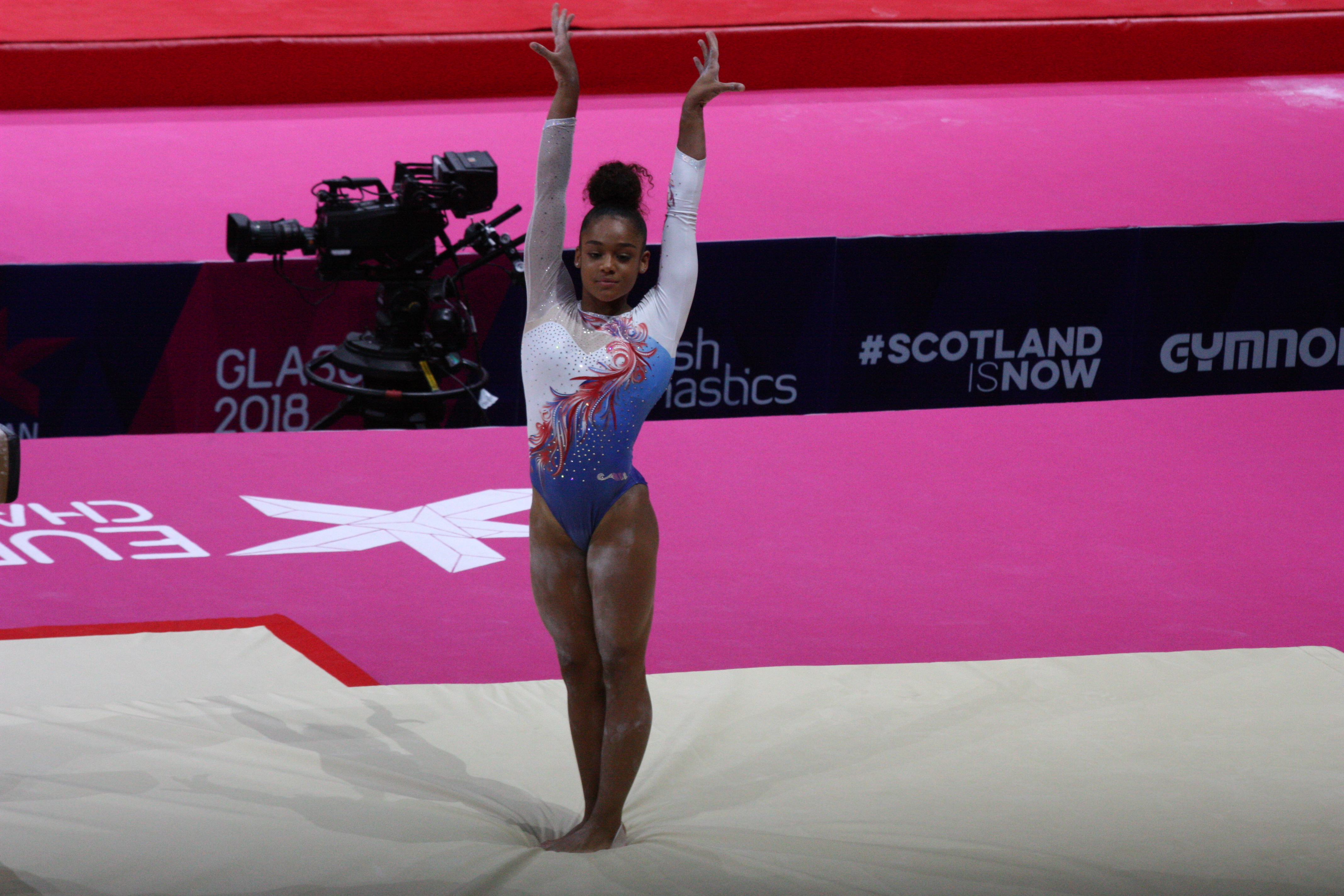
Mélanie de Jesus dos Santos après sa sortie de poutre en qualifications des championnats d'Europe à Glasgow.

En mars 2018, elle décroche deux nouvelles médailles en Coupe du monde, à Doha, avec le bronze aux barres asymétriques puis l'or à la poutre devant sa compatriote Marine Boyer. Ce même mois, elle fait partie des treize personnalités sportives sélectionnées dans le programme « Athlètes Point.P » mis en place dans le cadre du « Pacte de performance » signé entre l'État et plusieurs entreprises dans le but d'accompagner le haut niveau. Elle bénéficie ainsi d'un soutien financier et peut aussi envisager un possible avenir professionnel au sein de l'entreprise.
En avril 2018, lors d'une épreuve de Coupe du monde à Tokyo, elle remporte une autre médaille de bronze en concours général.
En mai 2018, elle domine les championnats de France avec trois médailles d'or, en conservant son titre au concours général puis en s'imposant aux barres et au sol.

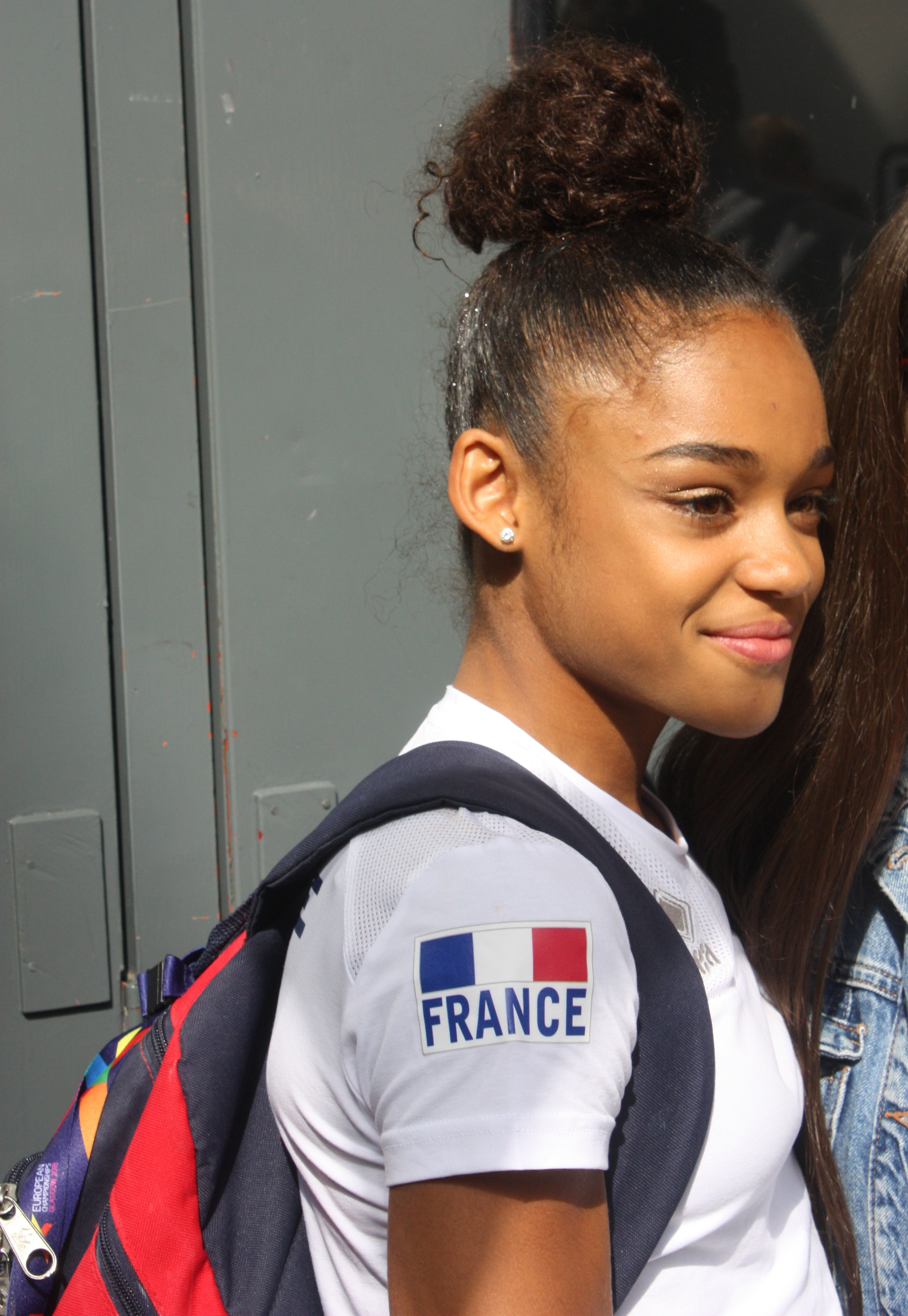
Mélanie de Jesus dos Santos après sa médaille d'argent par équipes aux Championnats d'Europe 2018.

En août 2018, elle participe aux championnats d'Europe à Glasgow, où la France prend la première place des qualifications par équipes, profitant de trois chutes des favorites russes. Les Françaises obtiennent ensuite la médaille d'argent au terme de la finale, derrière les Russes et devant les Néerlandaises. Avec un total de 161,131 points, elles réalisent même le meilleur résultat de l'histoire de la gymnastique française,. À titre individuel, Mélanie de Jesus dos Santos accède aux finales du sol et de la poutre, respectivement en 2e et 6e positions lors des qualifications. Elle termine au pied du podium de la finale en poutre mais elle remporte ensuite le titre au sol. Elle devient alors la troisième Française à devenir championne d'Europe à cet agrès, après Ludivine Furnon en 2000 et Isabelle Severino en 2005.
Aux Internationaux de France, en septembre 2018, elle se qualifie pour les finales du sol et des barres asymétriques, remportant ensuite la médaille d'or au sol devant la Canadienne Ellie Black.
Lors des championnats du monde à Doha, elle accède à trois finales : au concours par équipes, au concours général individuel et au sol. Alors que l'équipe de France féminine n'a plus atteint une finale mondiale depuis les Jeux olympiques de 2008,, Mélanie de Jesus dos Santos et ses coéquipières réalisent l'un des meilleurs résultats français de l'histoire en atteignant la 5e place. En finale du concours individuel, la gymnaste termine à la 6e place avec 55,599 points, à seulement 0,133 points de Morgan Hurd, médaillée de bronze, et 0,199 points de Mai Murakami, médaillée d'argent. Elle termine ces championnats avec une autre 6e place au sol.

#### 2019: championne d'Europe au concours général et au sol, vice-championne à la poutre

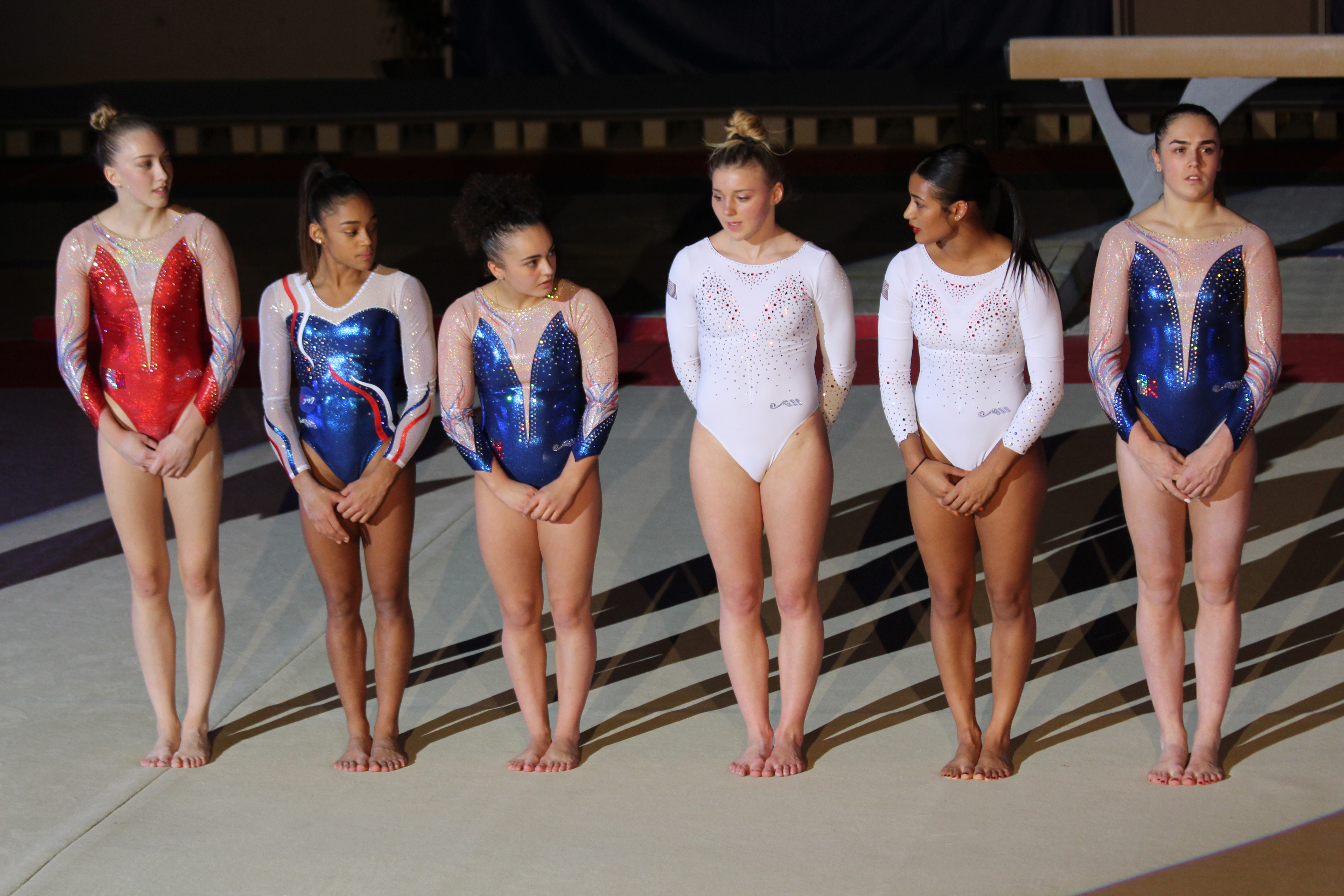
Six gymnastes de l'équipe de France lors d'un gala au Pôle France de Saint-Étienne en décembre 2018. De gauche à droite : Juliette Bossu, Mélanie de Jesus dos Santos, Coline Devillard, Lorette Charpy, Marine Boyer et Louise Vanhille.

##### Championnats d'Europe
Mi-janvier, Mélanie de Jesus dos Santos se blesse à l'annulaire gauche lors d'un entraînement aux barres (arrachement de la poulie,). Sa sélection pour les championnats d'Europe à Szczecin est alors incertaine. Une opération est d'abord envisagée mais un deuxième avis médical est demandé et celui-ci indique que la cicatrisation est déjà naturellement en cours. Estimant elle-même que « la douleur avait déjà un peu disparu », la gymnaste patiente donc durant six semaines pour que son doigt se consolide. Mi-mars, elle participe au DTB Pokal, un concours par équipes organisé à Stuttgart, sa seule compétition avant les championnats européens.
Initialement, elle est pressentie pour s'aligner seulement sur deux agrès à Szczecin : sol (où elle défend son titre) et poutre. L'encadrement de l'équipe de France ne valide sa participation au concours général que deux semaines avant la compétition. Finalement, elle se qualifie pour quatre finales (sur cinq possibles) : concours général, sol, poutre et barres. Le 12 avril 2019, elle est sacrée championne d'Europe du concours général, devenant la deuxième Française à décrocher ce titre après Marine Debauve en 2005. Elle est aussi la seule Française à obtenir une deuxième médaille d'or dans cette compétition. Deuxième lors des qualifications, elle commence la finale à la cinquième place après sa performance au saut, puis elle est quatrième après les barres et deuxième après la poutre. En obtenant les meilleures notes à la poutre puis, lors de son dernier agrès, au sol, elle totalise finalement 55,433 points et devance de peu la tenante du titre Elissa Downie (55,365) et Angelina Melnikova (55,065). Elle confie ensuite qu'elle s'était fixé ce titre comme objectif depuis sa médaille de bronze obtenue deux ans auparavant.
Le lendemain, elle termine 7e en barres. Le jour suivant, elle remporte d'abord une nouvelle médaille européenne, en argent, lors de la finale de la poutre, derrière Alice Kinsella et devant Lorette Charpy. Ensuite, durant son passage en finale au sol, elle dépasse les limites du praticable après sa première diagonale puis prend l'initiative d'ajouter un tour à son pivot accroupi pour compenser la pénalité. Elle s'impose devant Eythora Thorsdottir et Angelina Melnikova. En conservant son titre sur cet agrès, elle devient, avec trois médailles d'or, la Française la plus titrée aux championnats d'Europe, femmes et hommes confondus, ainsi que la première de son pays à remporter, dans une même édition, trois médailles et deux titres. Elle est automatiquement la première gymnaste féminine française à conserver un titre, et la deuxième si l'on prend en compte à la fois les hommes et les femmes. À l'issue de ces championnats européens qu'elle a dominés, Mélanie de Jesus dos Santos déclare que son prochain objectif est d'obtenir une médaille mondiale. Elle annonce par ailleurs qu'elle compte à la fois modifier sa chorégraphie au sol et améliorer le contenu technique d'une diagonale au sol et de ses sorties de poutre et de barres.

##### Autres compétitions
En juin, Mélanie de Jesus dos Santos remporte un troisième titre consécutif de championne de France au concours général. Elle présente une nouveauté au sol avec un full-full (double salto arrière groupé avec deux vrilles). Obtenant un total de 57,25 points, elle relativise ce résultat : « C'est vrai que le total est intéressant, mais c'était un peu sur-noté ». En finale par agrès, elle débute par les barres, où elle met en œuvre de nouvelles variations, avec également un défi personnel : celui de gagner deux jours de vacances supplémentaires en Martinique en cas de note supérieure à 14,6. Mais elle échoue à la dernière place après avoir heurté la barre et chuté lourdement lors de sa sortie. Évitant la blessure grâce à la musculature de son dos qui amortit le choc, elle ajoute ensuite deux nouveaux titres nationaux à son palmarès en s'imposant à la poutre (en l'absence de la tenante du titre Marine Boyer) puis au sol, où elle présente pour la dernière fois la chorégraphie qui lui a valu ses deux médailles européennes.
Durant l'été, elle participe à un nouveau stage aux États-Unis, à Houston, durant lequel elle se blesse légèrement à la cheville. Afin d'éviter une possible inflammation et de préserver ses chances pour les championnats du monde, son encadrement préfère ne pas l'aligner au sol lors des Internationaux de France en septembre, alors qu'elle doit y présenter pour la première fois son nouveau mouvement, sur une musique mélangeant Aretha Franklin et James Brown. Elle participe toutefois à cette compétition sur deux autres agrès, remportant la médaille d'or aux barres, où elle essaie une nouvelle variation différente de celle présentée aux championnats de France, puis n'obtenant qu'une septième place à la poutre à cause de plusieurs déséquilibres.
Lorsqu'elle se présente aux Championnats du monde de 2019 à Stuttgart, elle peut prétendre à une médaille voire plusieurs,. Durant les qualifications, l'équipe de France réalise un total collectif supérieur à celui espéré (166,712 points contre 165,5 attendus), une quatrième place permettant alors à Mélanie de Jesus dos Santos et à ses coéquipières d'atteindre le premier objectif annoncé : la qualification pour les Jeux olympiques de Tokyo. Outre la finale par équipes, Mélanie de Jesus dos Santos se qualifie pour trois finales individuelles de ces championnats du monde : la poutre, le sol et le concours général. Lors de la finale par équipes, elle et ses coéquipières, 8e avant le dernier agrès (le sol), terminent finalement à la 5e place, comme lors des précédents mondiaux. En finale du concours général individuel, elle se classe seulement en 20e position, notamment à cause de deux chutes aux barres asymétriques. Son entraîneur, Éric Hagard, explique cette défaillance par « un excès de confiance » de la gymnaste qui « n'a pas su maîtriser son énergie », mais il fait remarquer aussi que, contrairement à d'autres nations, Mélanie de Jesus dos Santos « n'a pas pu avoir les conseils des anciennes » puisqu'aucune Française n'a jamais réussi à obtenir une médaille mondiale. Pour les finales par agrès, Mélanie de Jesus dos Santos ne parvient finalement pas à se hisser sur le podium, se classant à nouveau 5e, tant à la poutre qu'au sol,.
Fin 2019, Mélanie de Jesus dos Santos et trois autres gymnastes participent à un clip tourné sur l'esplanade du Trocadéro pour la promotion des championnats d'Europe prévus à Paris au printemps 2020 (compétition ultérieurement reportée à décembre 2020 et déplacée à Bakou, en Azerbaïdjan, à cause de la pandémie de Covid-19, puis à nouveau relocalisée à Mersin, en Turquie).

#### 2020: saison blanche à cause de la pandémie de Covid-19
À partir de mi-mars 2020, durant l'arrêt des entraînements et des compétitions à cause de la pandémie de Covid-19, Mélanie de Jesus dos Santos est confinée dans un gîte à Marlhes avec trois autres gymnastes du Pôle France de Saint-Étienne : Lorette Charpy, Aline Friess et Alizée Letrange-Mouakit. Dans ce cadre contraint, et alors que les compétitions sont progressivement annulées ou reportées, ses capacités d'entraînement se voient limitées à des pratiques comme le jogging ou des séances d'abdominaux. Lors de l'annonce du report des Jeux olympiques, elle se dit à la fois frustrée et ambitieuse, estimant que cette situation peut également lui permettre d'avoir encore plus de préparation et d'élever son niveau. En 2020, elle participe finalement à seulement deux évènements nationaux, faisant notamment l'impasse sur les Championnats d'Europe à Mersin, tout comme l'ensemble de la délégation française et de celles de plusieurs autres pays.

#### 2021: championne d'Europe à la poutre et finaliste olympique

##### Championnats d'Europe
Fin mars 2021, Mélanie de Jesus dos Santos est sélectionnée en équipe de France pour les Championnats d'Europe prévus à Bâle le mois suivant, mais sa participation reste alors incertaine tout comme le choix des agrès sur lesquels elle s'alignerait. Initialement, elle prévoyait de faire l'impasse sur ces championnats et de privilégier l'étape de Coupe du monde se déroulant à Tokyo au début du mois d'avril, afin de tester le plateau des Jeux olympiques, mais l'annulation de cette compétition bouleverse ses plans. Afin de retrouver la compétition au niveau international, pour la première fois depuis les mondiaux de 2019, elle décide donc de participer aux Championnats d'Europe. Elle envisage d'abord de ne se présenter qu'aux barres asymétriques pour tester son nouveau mouvement, dont un lâcher en Tkatchev tendu. Elle s'aligne finalement sur deux agrès et, à cause de ses erreurs en sortie aux barres, elle se qualifie seulement pour la finale de la poutre, en sixième position. En s'imposant en finale de la poutre avec 13,900 points, devant la Néerlandaise Sanne Wevers (13,866 points), championne olympique en titre sur cet agrès, elle remporte son quatrième titre européen. Elle devient la première Française sacrée sur cet agrès à l'échelle continentale.

##### Jeux olympiques etGold Over America Tour

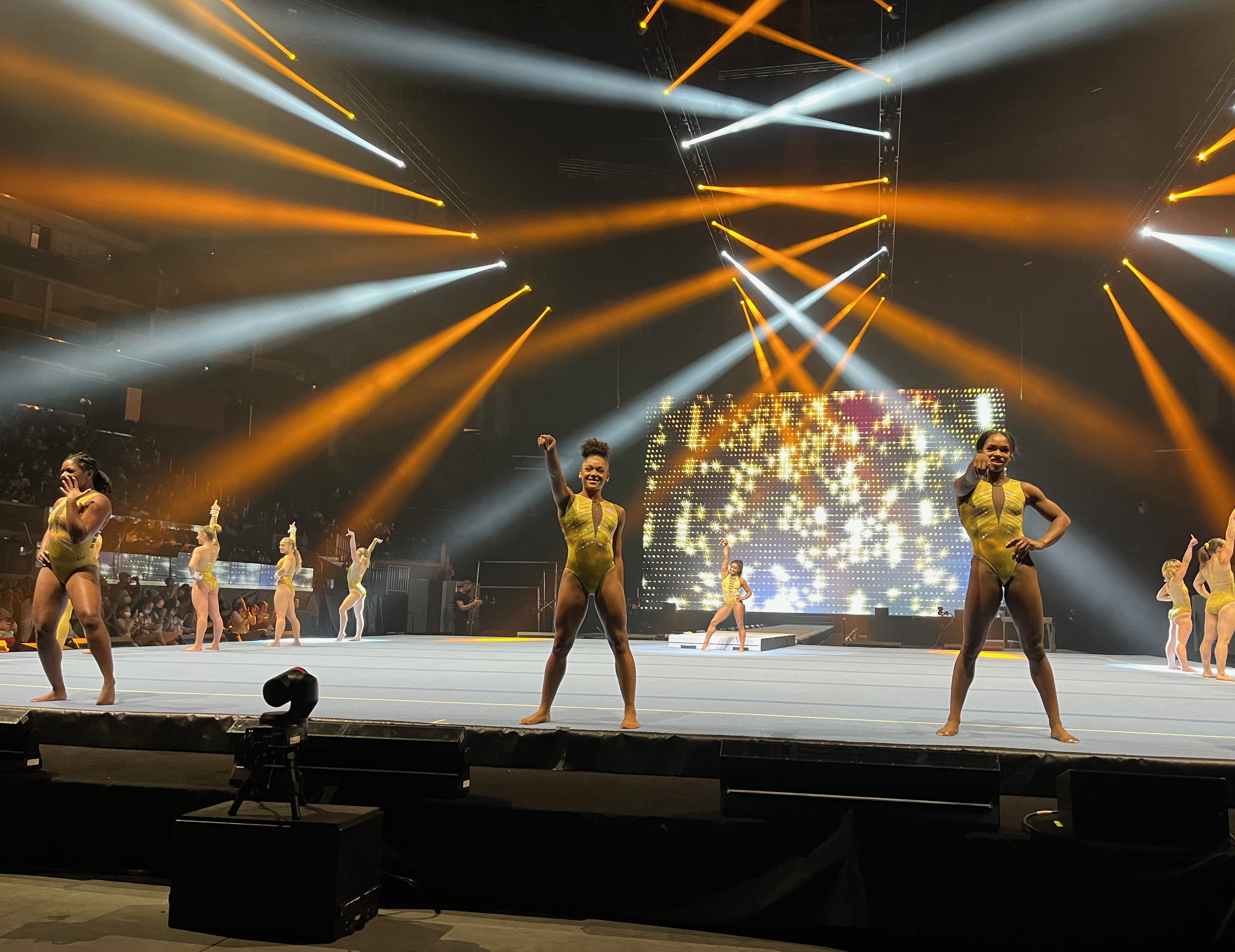
Mélanie de Jesus dos Santos (au centre) lors du Gold Over America Tour.

Lors des Jeux olympiques de Tokyo, ses résultats en qualifications lui permettent de disputer la finale par équipe et celle du concours général individuel. Par équipe, les Françaises se classent à la 6e place, à moins d'un point du podium. Au concours individuel, Mélanie de Jesus dos Santos termine en 11e position, juste devant sa compatriote Carolann Héduit. Le forfait de l'Américaine Simone Biles lui permet finalement de disputer une troisième finale, celle des barres asymétriques, pour laquelle elle était première réserviste après les qualifications. Elle se classe 6e sur cet agrès.
Simone Biles l'invite à se joindre au Gold Over America Tour (en), un spectacle gymnique organisé de septembre à novembre dans lequel toutes les autres participantes sont américaines.
Cette même année, des images d'archives montrant Mélanie de Jesus dos Santos sont utilisées dans le film de fiction Olga, où le récit la présente sous une identité fictive : Julia Chraïti.

#### 2022: départ pour les États-Unis et retour limité à la compétition

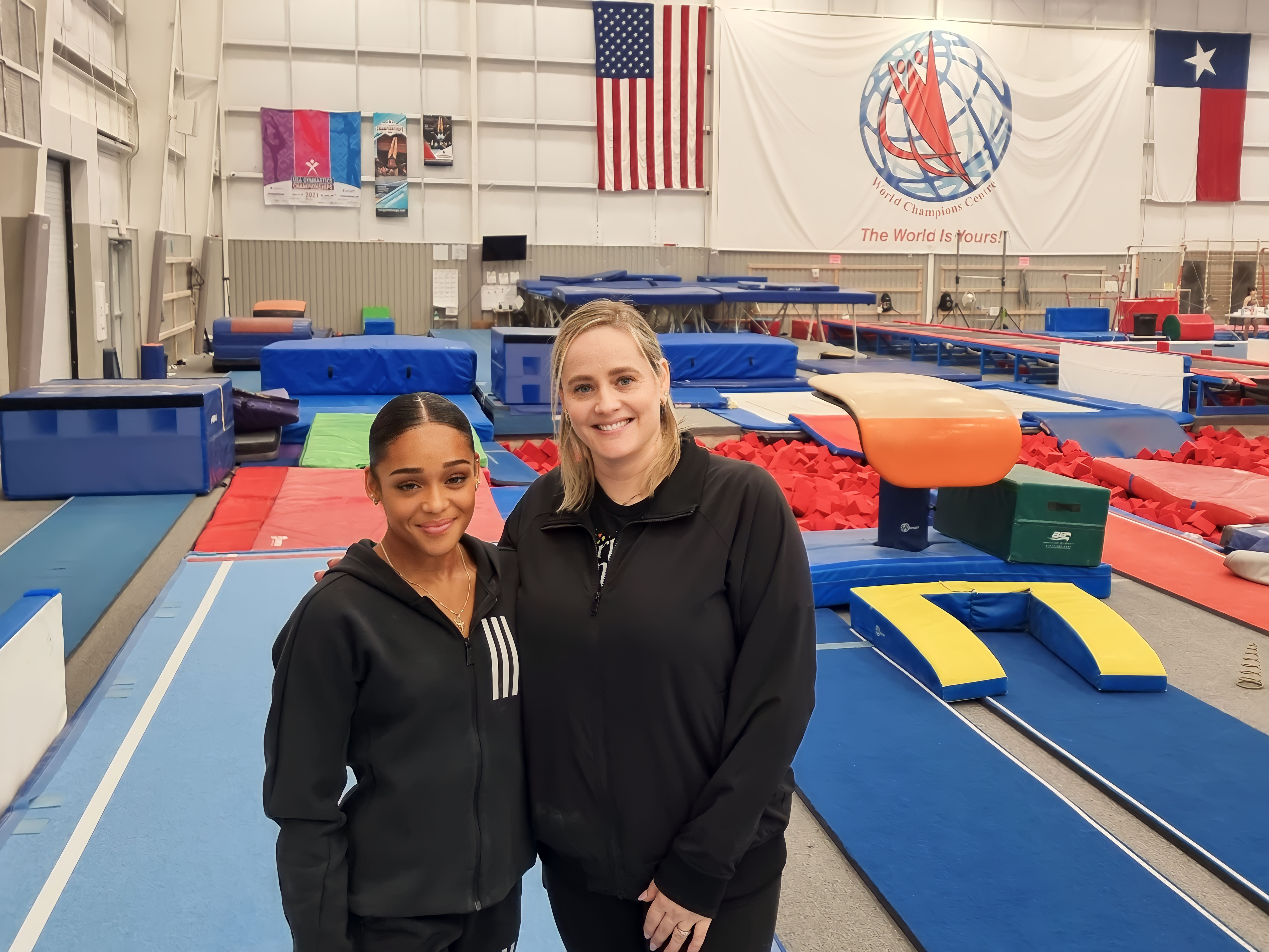
Mélanie de Jesus dos Santos avec Cécile Canqueteau-Landi au World Champions Centre.

Alors que Mélanie de Jesus Dos Santos avait songé à arrêter la gymnastique après des résultats qu'elle juge décevants aux Jeux olympiques de Tokyo, sa participation au Gold Over America Tour 2021 lui fait réaliser l'amour qu'elle porte à ce sport et la convainc de continuer de s'entraîner,. Après une longue pause, elle choisit alors de poursuivre ses entraînements aux États-Unis au sein du World Champions Centre, centre situé à Spring au Texas, dans lequel s'entraîne la championne américaine aux côtés de ses coachs français, Laurent Landi (en) et Cécile Canqueteau-Landi, qui deviennent donc aussi ses entraîneurs. Ce choix est notamment guidé par sa volonté d'améliorer son mental.
Pour son retour, en septembre 2022, aux Internationaux de France de gymnastique, elle déclare forfait au sol en raison d'une blessure au genou. Elle participe donc seulement à deux agrès : elle chute par deux fois aux barres, mais elle parvient à se qualifier pour la finale à la poutre avec la troisième meilleure note. Toutefois, lors de la finale, ses réceptions à la poutre sont incertaines et elle finit sixième. Trois semaines plus tard, elle participe aux championnats du monde de 2022 à Liverpool, mais, si elle se hisse en finale au concours général avec sa compatriote Carolann Héduit, elle se voit contrainte de déclarer forfait à cause de la même blessure.

#### 2023: médaille de bronze par équipes aux Championnats du monde
En 2023, Mélanie de Jésus dos Santos continue de s'entraîner au World Champions Centre. Elle est absente de la composition de l'équipe de France pour les Championnats d'Europe qui se déroulent en avril 2023. En juin, elle participe au Championnat de France en s'alignant aux barres et à la poutre. Elle remporte l'or aux barres avec un total de 14,350 points, et, malgré une chute, le bronze à la poutre (13,200 points).
Elle est ensuite invitée à participer, hors-concours, à deux compétitions réservées aux gymnastes de nationalité américaine : l'American Classic et la prestigieuse U.S. Classic (en). Si sa prestation à la première des deux compétitions, limitée aux barres (14,250 points) et au sol (14,100 points), est saluée, son concours général lors de la seconde compétition l'est davantage,,, car elle obtient, avec 56,200 points, le deuxième meilleur résultat de la compétition derrière Simone Biles.
En septembre, elle participe aux Nouveaux Internationaux de France de gymnastique, une compétition de coupe du monde. Bien qu'elle ne parvienne pas à se qualifier en finale à la poutre à cause de deux chutes, cette participation est couronnée de succès puisqu'elle obtient deux médailles d'or, aux barres asymétriques et au sol.

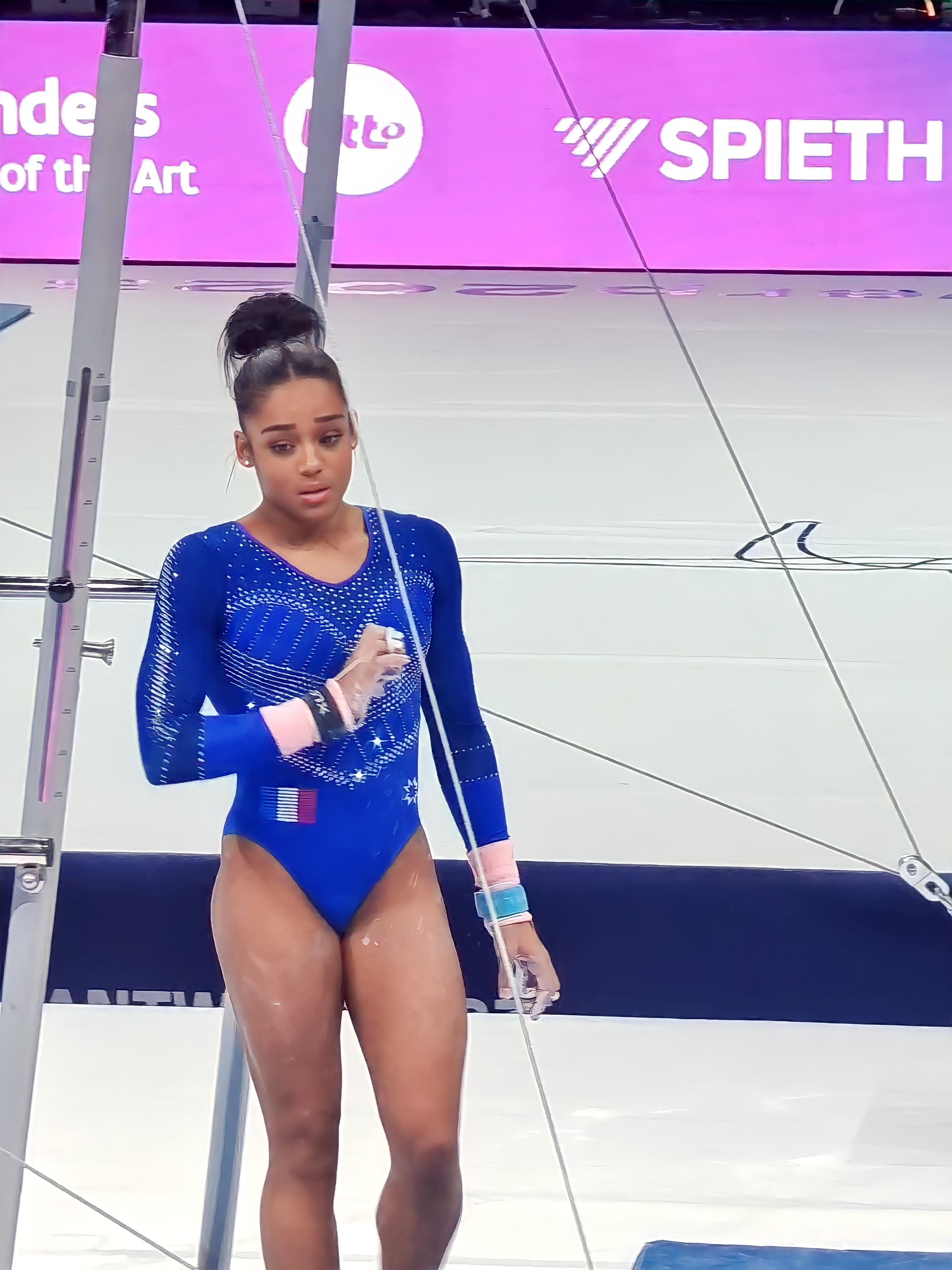
Mélanie de Jésus dos Santos aux Championnats du monde 2023.

En octobre, elle réintègre l'équipe de France à l'occasion des Championnats du monde qui se déroulent à Anvers. Par équipes, la France se classe en septième position lors des qualifications, ce qui permet de valider par la même occasion une participation de l'équipe aux Jeux olympiques de Paris. La gymnaste se qualifie également pour la finale du concours général individuel, malgré une prestation qu'elle estime décevante, notamment aux barres et à la poutre.
En finale, Mélanie de Jesus dos Santos et ses coéquipières de l'équipe de France remportent la médaille de bronze avec 164,064 points, derrière les États-Unis (167,729 points) et le Brésil (165,530). Malgré une rotation périlleuse qui les font terminer à la poutre, elles sont les seules à n'avoir commis aucune erreur et elles devancent notamment les Chinoises, les Italiennes et les Britanniques, sérieuses prétendantes au podium. Cette troisième place est historique puisque c'est seulement la deuxième médaille d'une équipe féminine française aux championnats du monde après celle en argent en 1950,. À titre personnel, Mélanie de Jesus dos Santos signe cette fois une compétition à la hauteur des attentes, récoltant 56,50 points avec, successivement, 13,7 au sol, 14,4 points au saut, 14,4 aux barres asymétriques et 14 à la poutre. Sur ce dernier agrès, il lui fallait alors 13,10 points pour valider la médaille. Lors de la finale du concours général individuel, elle chute lors de son premier agrès, aux barres, et termine finalement 10e.
Pour clore sa saison, elle participe à deux compétitions en novembre : le Memorial Arthur Gander et la Swiss Cup.
Par ailleurs, elle devient en juin 2023 l'ambassadrice de la marque Gillette ; la filiale de Procter & Gamble — sponsor officiel des Jeux olympiques 2024 — la choisit ensuite pour la campagne publicitaire « Ma peau, mon choix » de la gamme Venus lancée en avril 2024.

#### 2024-2025: deuxième sélection olympique, échec aux Jeux de Paris
Fin mars 2024, elle s'impose aux barres lors d'une étape de Coupe du monde à Antalya. La semaine suivante, elle remporte deux nouvelles médailles d'or au Coupe du monde, aux barres et au sol, à Osijek. En juin, à Lyon, elle ajoute trois titres de championne de France à son palmarès : concours général, poutre et sol.
Le 7 juillet, Mélanie de Jesus Dos Santos est officiellement retenue au sein de l'équipe de France pour disputer les Jeux olympiques à Paris. Comme l'ensemble de l'équipe féminine, elle échoue en qualification et n'atteint aucune finale olympique : chutant aux barres puis au sol, elle se classe 33e au concours général et 11e par équipe.
L'après-coup de ce qui est analysé par Mélanie comme par les médias comme un important échec est difficile pour la gymnaste. Près d'un an après les jeux, elle lève le voile, à l'occasion d'un documentaire, sur le retentissement sur son mental. Elle explique ne plus avoir remis les pieds dans un gymnase et avoir eu de grandes difficultés à tourner la page des Jeux. Elle évoque également, de façon plus générale, la problématique de la santé mentale des athlètes.,

### Blessures et interruptions de carrière
En novembre 2015, Mélanie de Jesus dos Santos subit une rupture du ligament croisé antérieur du genou droit qui l'éloigne des compétitions pendant neuf mois. Elle fait son retour à la compétition en septembre 2016.
En décembre 2022, elle subit une nouvelle intervention chirurgicale au genou, l'obligeant à interrompre sa préparation pour la saison 2023. Cette blessure influence sa décision de s'entraîner aux États-Unis au World Champions Centre de Houston sous la direction de Laurent Landi et Cécile Canqueteau-Landi.

## Palmarès

### Jeux olympiques
- Tokyo 2020 (2021)[N 18]
  - 6e au concours général par équipes
  - 6e aux barres asymétriques
  - 11e au concours général individuel
- Paris 2024
  - 11e au concours par équipes (non finaliste)
  - 33e au concours général (non finaliste)

### Championnats du monde
- Montréal 2017
  - 5e au concours général individuel
  - 9e à la poutre (non finaliste ; première réserviste)
- Doha 2018
  - 5e au concours par équipes
  - 6e au concours général individuel
  - 6e au sol
- Stuttgart 2019
  - 5e au sol
  - 5e à la poutre
  - 5e au concours par équipes
  - 20e au concours général individuel
- Liverpool 2022
  - 8e au concours par équipes
  - Forfait en finale du concours général individuel
  - 9e aux barres asymétriques (non finaliste ; première réserviste)
- Anvers 2023

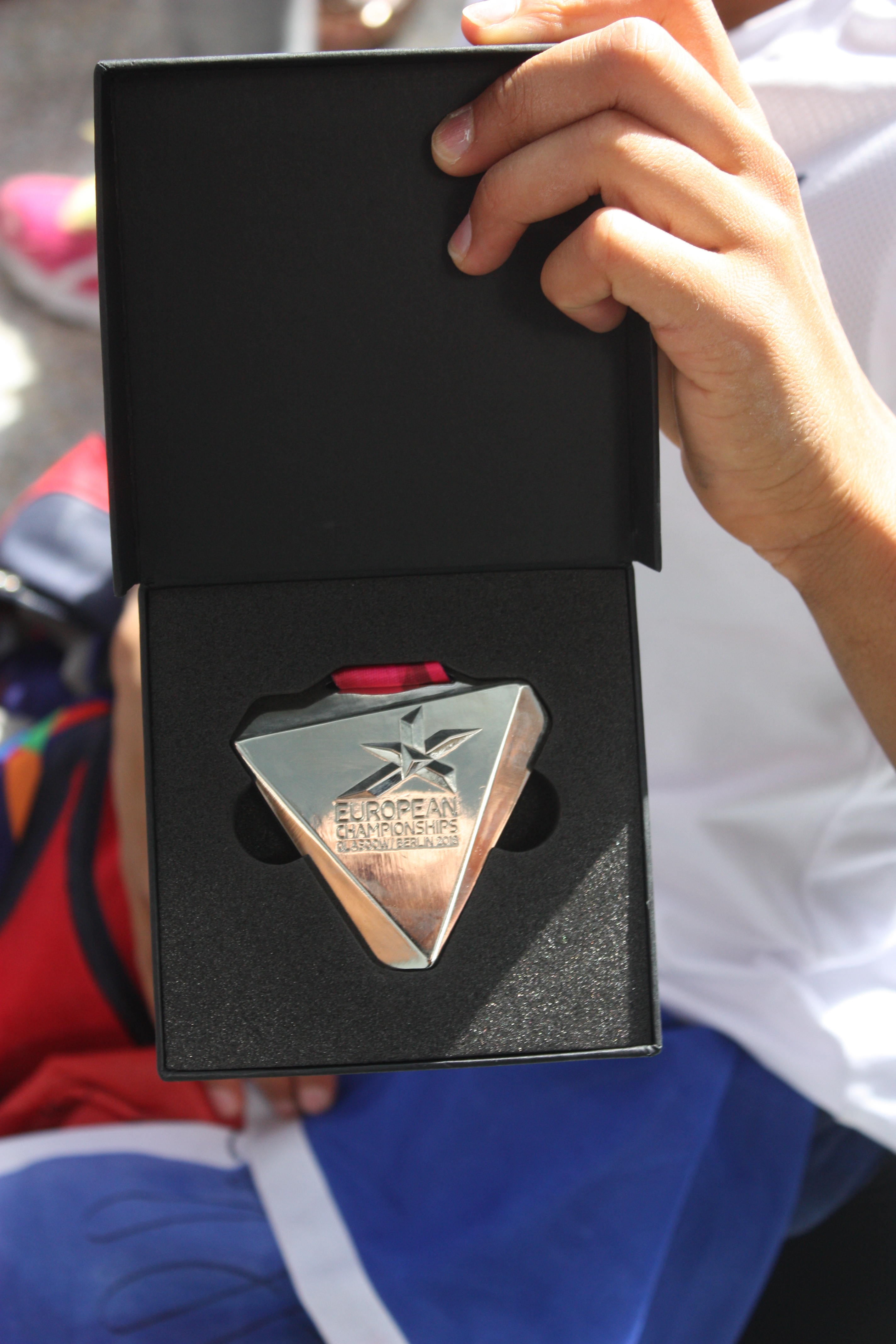
Sa médaille d'argent par équipes à Glasgow en 2018.

  -  médaille de bronze au concours général par équipes
  - 10e au concours général individuel
  - 12e aux barres asymétriques (non finaliste ; première réserviste)

### Championnats d'Europe
- Cluj-Napoca 2017
  -  médaille de bronze au concours général individuel
  - 8e aux barres asymétriques
- Glasgow 2018
  -  médaille d'or au sol
  -  médaille d'argent au concours général par équipes
  - 4e à la poutre
- Szczecin 2019
  -  médaille d'or au concours général individuel
  -  médaille d'or au sol
  -  médaille d'argent à la poutre
  - 7e aux barres asymétriques
- Bâle 2021
  -  médaille d'or à la poutre

### Coupe du monde
- American Cup 2017 :
  -  médaille de bronze au concours général individuel
- Internationaux de France 2017 :
  -  médaille d'argent aux barres asymétriques
  - 4e à la poutre
  - 7e au sol
- Doha 2018 :
  -  médaille d'or à la poutre
  -  médaille de bronze aux barres asymétriques
- Tokyo 2018 :
  -  médaille de bronze au concours général individuel
- Internationaux de France 2018 :
  -  médaille d'or au sol
  - 8e aux barres asymétriques
- Internationaux de France 2019 :
  -  médaille d'or aux barres asymétriques
  - 7e à la poutre
- Internationaux de France 2022 :
  - 6e à la poutre
- Nouveaux Internationaux de France 2023 :
  -  médaille d'or aux barres asymétriques
  -  médaille d'or au sol
- Antalya 2024 :
  -  médaille d'or aux barres asymétriques
  -  médaille de bronze au sol
  - 14e à la poutre (non finaliste)
- Osijek 2024 :
  -  médaille d'or aux barres asymétriques
  -  médaille d'or au sol
  -  médaille d'argent à la poutre

### Autres compétitions internationales
- Mémorial Joaquín Blume 2016 à Barcelone
  -  médaille d'argent au concours général individuel
- Master Massilia 2016
  -  médaille d'or à la poutre
  -  médaille d'argent au concours général par équipes
  -  médaille de bronze au concours général individuel
  - 4e aux barres asymétriques
- Trophée de Jesolo 2017 :
  - 4e au concours général par équipes
  - 4e à la poutre
  - 8e aux barres asymétriques
  - 9e au concours général individuel
- Master Massilia 2017
  -  médaille d'or aux barres asymétriques
  -  médaille d'or au concours général par équipes
  -  médaille d'argent au concours général individuel
  - 4e au sol
- Internationaux de Toyota 2017 :
  -  médaille d'or aux barres asymétriques
  -  médaille d'argent à la poutre
- DTB-Pokal Team Challenge 2019 à Stuttgart :
  - 4e au concours par équipes (3e des qualifications[117])[N 19]
- Mémorial Arthur Gander 2023 à Morges[118]
  -  médaille d'argent au concours général individuel

### Matchs amicaux
- Match France-Roumanie 2016 :
  -  médaille d'or au concours général individuel
  -  médaille d'or au concours général par équipes
- Sainté Gym Cup 2018 (Match France-Suisse-Allemagne) :
  -  médaille d'or au concours général individuel
  -  médaille d'or au concours général par équipes

### Compétitions nationales
- Championnats de France Élite 2015 à Rouen :
  - 5e aux barres asymétriques[N 20]
  - 5e au sol[N 20]
- Championnats de France Élite 2016 à Mulhouse :
  - 4e au concours général individuel
  - 4e à la poutre
  - 4e au sol
- Championnats de France Élite 2017 aux Ponts-de-Cé :
  -  médaille d'or au concours général individuel
  -  médaille d'argent à la poutre
  - 5e aux barres asymétriques
  - qualifiée en finale du sol[N 21]
- Championnats de France Élite 2018 à Caen :
  -  médaille d'or au concours général individuel
  -  médaille d'or aux barres asymétriques
  -  médaille d'or au sol
  - 6e à la poutre
- Championnats de France Élite 2019 à Saint-Brieuc :
  -  médaille d'or au concours général individuel
  -  médaille d'or à la poutre
  -  médaille d'or au sol
  - 6e aux barres asymétriques
- Championnats de France Élite 2023 à Saint-Brieuc :
  -  médaille d'or aux barres asymétriques
  -  médaille de bronze à la poutre
- Championnats de France Élite 2024 à Lyon :
  -  médaille d'or au concours général individuel
  -  médaille d'or à la poutre
  -  médaille d'or au sol
  - 5e aux barres asymétriques

### Palmarès junior
- Championnats de France DN1 junior 2014 à Bourg-en-Bresse :
  - 4e au concours général par équipes avec le club Tropic Gym (Fort-de-France)
- Championnats de France Élite 2015 à Rouen :
  -  médaille d'argent au concours général individuel[N 20]
- Flanders International Team Challenge 2015 à Gand :
  - 4e au concours général individuel
  - 4e au concours général par équipes « Super Team »[N 22]
- Festival olympique de la jeunesse européenne Tbilissi 2015 :
  - 6e au concours général par équipes[N 23]

## Distinctions
- Championne des Championnes françaises de l'année 2018 sur le site Dicodusport.fr[119]
- Trophée Vervas Metal/Parlons Sports 2018 : meilleure sportive de l'année (38,66 % des votes)[120],[N 24]
- Championnats du monde de gymnastique artistique 2019 : prix Longines de l'élégance[66] (première Française à recevoir cette distinction[71])